# عفيف عبد الرحمن
 أبو الهيجاء عفيف محمد عبد الرحمن (10 أغسطس 1937 - 19 أبريل 2019) لغوي وأكاديمي أدبي فلسطيني - أردني. ولد في قرية عين حوض قرب حيفا أيام الانتداب البريطاني على فلسطين ونشأ بها. حصل على الماجستير من جامعة القاهرة سنة 1968 في الآداب وحصل على الدكتوراه من الجامعة نفسها سنة 1971. عمل مدرسًا في الأردن والكويت ثم مديرًا لدائرة اللغة العربية بجامعة اليرموك. له مؤلفات عديدة في التاريخ الأدب العربي وتحقيقات ودراسات أدبية. توفي في عمان. 

## سيرته
ولد عفيف محمد الرحمن في قرية قرية عين حوض قرب حيفا في يوم 10 أغسطس 1937 / 3 جمادى الآخرة 1356. حصل على الماجستير من جامعة القاهرة سنة 1968 في الآداب تخصص (أدب عباسي) عن رسالته ظاهرة التشاؤم في الشعر العربي من أبي العتاهية إلى أبي العلاء المعري. حصل على الدكتوراه من جامعة القاهرة نفسها عام 1971 (تخصص أدب جاهلي) عن رسالته الشعر وأيام العرب في العصر الجاهلي.

عمل أولاً في مدارس الغوث من 1954 حتى 1964 ثم بمركز تدريب المعلمين من 1964 حتى 1965، ومنها انتقل إلى الكويت حيث عمل في مدارسها من 1965 حتى 1970، وفي معاهدها من 1971 حتى 1976، ومنها عاد إلى الأردن حيث عمل مديراً لدائرة اللغة العربية بجامعة اليرموك حتى تقاعده.

كان نائبًا عميد كلية الآداب في جامعة اليرموك أيضاً. تميّز باهتماماته خاصة بالأدب الجاهلي والنحو الببليوغرافيا والمعاجم، وأشرف على عشرات الطلاب المتقدمين لنيل الماجستير والدكتوراه في داخل الأردن وخارجها وحصل على منحة من مؤسسة DAAD للبحث العلمي، وأمضى صيف عام 1983 في الجامعات الألمانية كما حصل على منحة من ICA وأمضى صيف عام 1979 للدراسة في سانت جونز كولدج في أمريكا.

كان عضوًا ورئيسًا للجان منها عضو لجنة وضع خطة ماجستير أساليب لغة عربية، وعضو لجنة الدراسات العليا، وعضو مجلس كلية العلوم والآداب، ونائب رئيس نادي جامعة اليرموك.

توفي 19 أبريل 2019 الموافق 14 شعبان 1440 في عَمّان.

## مؤلفاته
- «الوسيط في الأمثال للواحدي»، تحقيق ودراسة، 1975
- «الجهود اللغوية خلال القرن الرابع عشر الهجري»، 1983
- «فاتحة الإعراب في إعراب الفاتحة للاسفراييني»، تحقيق ودراسة، 1981
- «الشعر وأيام العرب في العصر الجاهلي»، 1983
- «مكتبة العصر الجاهلي وأدبه»، 1983
- «ظاهرة التشاؤم في الشعر العربي من أبي العتاهية إلى أبي العلاء»، 1983
- «تقريب المقرب لأبي حيان الأندلسي»، تحقيق ودراسة، 1983
- «معجم الشعراء الجاهليين والمخضرمين»، 1983
- «معجم الأمثال العربية القديمة»، مجلدان، 1985
- «الأدب الجاهلي في آثار الدارسين قديما وحديثا»، 1987
- «مصادر المعلومات عن الأدب الجاهلي: رصد وراقي»، 1996
- «قاموس الأمثال العربية التراثية: عربي-عربي»، 1998
- «الشعر الجاهلي: حصاد قرن»، 2007